# 天童林场石刻
天童林场石刻位于中国浙江省宁波市鄞州区东吴镇天童林场的天童森林公园玲珑岩景区内，为明代墓道石刻群，由两匹石马、石羊、石虎组成，两匹石马放置于入口处，鞍马齐全，石羊、石虎放置于碑廊内，石羊放置于碑廊中部天井内，东西向并排安放，跪姿，石虎放置于石羊南侧，蹲姿，2010年9月公布为鄞州区文物保护单位。